# Фердинанд Гайний
Фердинанд Гайний (чеськ. Ferdinand Hajný; 3 лютого 1899, Крочеглави, Кладно — 28 липня 1978) — чеський футболіст. Відомий виступами, зокрема, у складі клубів «Вікторія» (Жижков) і «Спарта» (Прага) і національної збірної Чехословаччини.

## Клубна кар'єра
Прийшов до «Спарти» з «Вікторії» в 1922 році. Був учасником так званої «залізної Спарти», тобто знаменитого періоду в історії празької «Спарти» першої половини 20-х років 20 століття. Зіграв у складі червоних 334 матчі. Двічі став з ними чемпіоном Чехословаччини в 1926 і 1927 роках, переможцем чемпіонату Чеської футбольної асоціації в 1922 році і Середньочеської ліги в 1923 році. Також був з командою володарем Кубка Мітропи 1927 року.
Кар'єру на високому рівні завершив через серйозну травму в 1930 році у футболці «Вікторії Пльзень».

## Кар'єра в збірній
З 1922 по 1929 рік зіграв дванадцять матчів за збірну Чехословаччини. 

## Титули і досягнення
- Чемпіон Чехословаччини (4):

«Спарта» (Прага): 1922, 1923, 1926, 1927
- Срібний призер чемпіонату Чехословаччини (2):

«Спарта» (Прага): 1925, 1930
- Володар Середньочеського кубка (3):

«Вікторія» (Жижков): 1922
«Спарта» (Прага):  1924, 1925
- Фіналіст Середньочеського кубка (2):

«Спарта» (Прага):  1927, 1928
- Володар Кубка Мітропи (1):

«Спарта» (Прага):  1927